# Football Club UNA Strassen
Actualités
Le FC UNA Strassen (forme raccourcie de Football Club Union Athlétique Strassen) est un club de football luxembourgeois, fondé en le 13 février 1921 et basé à Strassen. Il évolue en BGL Ligue, la première division luxembourgeoise de football.
Fondé le 13 février 1921, il faut attendre les années 2010 pour que le FC UNA Strassen réalise des performances convaincantes dans le championnat de BGL Ligue.
À l'issue de la saison 2023-2024, le club, pourtant 6e du championnat, se qualifie pour la première fois de son histoire pour une coupe d'Europe, en Ligue Europa Conférence. 

## Histoire

### Fondation et Seconde Guerre mondiale (1921 - 1945)
Le Football Club Union Athlétique Strassen est fondé le 13 février 1921. L'année suivante, le club est affilé à la Fédération luxembourgeoise de football et joue ses matchs au Bauerepaesch.
Jouant un rôle modeste dans les divisions inférieures, le club connaîtra une période d'arrêt lors de la Seconde Guerre mondiale dès 1940 sous l'annexion des Allemands. En 1945, à la fin de la guerre, tous les résultats des matchs de championnat joués sous le régime de l’occupant nazi sont déclarés nuls et non avenus par la FLF.
Le FC UNA Strassen redémarre par la suite en 1.Division (la troisième division du football luxembourgeois).

### Montée en BGL Ligue et stabilisation (depuis 2015)
À l'issue de la saison 2014-2015 de Promotion d'Honneur, le club accède à la BGL Ligue, premier échelon du football luxembourgeois, à la suite de sa victoire lors du barrage face à l'UN Käerjéng 97,,.
Auteur d'une excellente saison pour un promu, Strassen atteint la 5e place du championnat à l'issue de la première saison.
Jouant régulièrement le ventre mou, le FC UNA Strassen termine 6e de BGL Ligue lors de la saison 2023-2024 et se voit propulsé en Ligue Europa Conférence la saison suivante à la suite du refus des licences UEFA du FC Swift Hesperange et de l'AS La Jeunesse d'Esch,,,.
Pour sa première en coupe d'Europe de son histoire, le club échoue au premier tour de la compétition face au KuPS Kuopio après une lourde défaite 5-0 en Finlande malgré un match nul (0-0) encourageant lors du match aller.
Lors de la saison 2024-2025, à l'issue de la 29e journée de championnat, le club assure une nouvelle fois sa qualification pour la Ligue Europa Conférence après sa victoire 3-0 face au FC Victoria Rosport.

## Bilan sportif

### Palmarès
Le tableau suivant récapitule les performances du FC UNA Strassen dans les différentes compétitions officielles luxembourgeoises.
| Compétitions nationales                                                                                   | Compétitions internationales                                       |
| --- | ------------------------------------------------------------------ |
| - BGL Ligue - Vice-champion : 2025 - Coupe du Luxembourg - Meilleure performance : Demi-finaliste en 2024 | - Ligue Conférence (C4) - Meilleure performance : 1er tour en 2024 |

### Bilan européen
Note : dans les résultats ci-dessous, le score du club est toujours donné en premier
| Saison    | Compétition      | Tour            | Club          | Domicile | Extérieur | Total |
| --------- | ---------------- | --------------- | ------------- | -------- | --------- | ----- |
| 2024-2025 | Ligue Conférence | Premier tour Q  | KuPS          | 0 - 0    | 0 - 5     | 0 - 5 |
| 2025-2026 | Ligue Conférence | Deuxième tour Q | Dundee United | 0 - 1    | 0 - 1     | 0 - 2 |

Légende
- Victoire ou qualification pour le tour suivant.
- Match nul.
- Défaite ou élimination de la compétition.

## Effectif actuel
Le tableau ci-dessous liste l'effectif professionnel du FC UNA Strassen pour la saison 2024-2025.